# Веегора
Веегора — деревня в Пинежском районе Архангельской области. Входит в состав Пиринемского сельского поселения.
В деревне родилась Анастасия Григорьевна Буланова (1890—1955) — русская советская крестьянская певица и сказительница.

## География
Деревня расположена в восточной части области на расстоянии примерно в 32 километрах по прямой к северо-западу от районного центра села Карпогоры.
Часовой пояс
Деревня Веегора как и вся Архангельская область, находится в часовой зоне МСК (московское время). Смещение применяемого времени относительно UTC составляет +3:00.

## Население
| 2002 | 2010 | 2012 |
| ---- | ---- | ---- |
| 154  | ↘116 | ↗147 |

Национальный состав
Согласно результатам переписи 2002 года, в национальной структуре населения русские составляли 99 % из 154 чел..